# Cantabre (langue pré-romaine)
Pour les articles homonymes, voir Cantabre.
Ne doit pas être confondu avec Parler cantabrique.
Le cantabre est la langue parlée par les Cantabres, ensemble de peuples habitants le nord de la péninsule Ibérique avant la conquête romaine.
Son origine, indo-européenne ou pré-indo-européenne, est discutée.